# María Mercedes Cuesta
María Mercedes Cuesta Concari (Guayaquil, 28 de noviembre de 1973) es una presentadora de noticias y política ecuatoriana. Ha trabajado en programas de noticias en Gamavisión, Telesistema, TC Televisión, CRE, SíTV, Ecuavisa, y Teleamazonas. Ocupa el cargo de asambleísta en la Asamblea Nacional del Ecuador, al cual llegó como parte del Partido Fuerza Ecuador, aunque se separó del mismo en agosto de 2019.

## Primeros años
María Mercedes Cuesta Concari nació en Guayaquil, el 28 de noviembre de 1973. Estudió en el Centro Educativo Nuevo Mundo.

## Hijos
- María Emilia Cevallos

- Sebastián Illingworth